# Rad-Weltcup 1995
Der Rad-Weltcup 1995 bestand aus 11 Eintagesrennen. Der Belgier Johan Museeuw gewann erstmals den Weltcup. In der Mannschaftswertung siegte das Team Mapei-GB.

## Rennen
| Datum       | Radrennen                  | Sieger              |
| ----------- | -------------------------- | ------------------- |
| 18. März    | Mailand-San Remo           | Laurent Jalabert    |
| 2. April    | Flandernrundfahrt          | Johan Museeuw       |
| 9. April    | Paris–Roubaix              | Franco Ballerini    |
| 16. April   | Lüttich–Bastogne–Lüttich   | Mauro Gianetti      |
| 22. April   | Amstel Gold Race           | Mauro Gianetti      |
| 1. Mai      | Rund um den Henninger-Turm | Francesco Frattini  |
| 6. August   | Leeds Classic              | Maximilian Sciandri |
| 12. August  | Clásica San Sebastián      | Lance Armstrong     |
| 20. August  | Meisterschaft von Zürich   | Johan Museeuw       |
| 15. Oktober | Paris–Tours                | Nicola Minali       |
| 21. Oktober | Lombardeirundfahrt         | Gianni Faresin      |

## Endstand
| Platz | Fahrer          | Punkte |
| ----- | --------------- | ------ |
| 1.    | Johan Museeuw   | 199    |
| 2.    | Andreï Tchmil   | 114    |
| 3.    | Mauro Gianetti  | 106    |
| 4.    | Michele Bartoli | 100    |
| 5.    | Fabio Baldato   | 91     |